# Bienotheroides
Bienotheroides is een geslacht van uitgestorven therapsiden of zoogdierreptielen. Hij behoorde tot de infraorde Cynodontia en stond vrij dicht bij de zoogdieren. Er zijn aanwijzingen bij primitievere cynodonten zoals Thrinaxodon dat ze snorharen hadden. Het is dan ook aannemelijk dat meer geavanceerde cynodonten zoals Bienotheroides en verwanten ook normale haren hadden. Uit het gebit van Bienotheroides valt op te maken dat het waarschijnlijk een omnivoor was. De kiezen konden vermoedelijk zowel zachte planten als vlees fijnmalen. Bienotheroides was verwant aan Bienotherium, Oligokyphus, Yunnanodon en Xenocretosuchus en leefde in het China van het laat-Jura samen met krokodilachtigen als Hsisosuchus en Junggarsuchus, vliegende reptielen of pterosauriërs als Darwinopterus en Angustinaripterus, de zoetwater-pliosauroïde Yuzhoupliosaurus en vele dinosauriërs.